# Yusuke Morozumi
Yusuke Morozumi (両角 友佑, Morozumi Yusuke; Nagano, 16 januari 1985) is een Japanse curlingspeler.

## Biografie
Morozumi debuteerde in 2007 in het Japans curlingteam. Sedertdien nam hij aan negen edities van het Pacifisch-Aziatisch kampioenschap curling deel. Onder zijn leiding haalde Japan acht keer de finale, waarvan er één gewonnen werd, in 2016. Op het wereldkampioenschap was hij reeds zes keer present. De vierde plaats, behaald in 2016, is voorlopig zijn beste prestatie op het mondiale toernooi. Op de Olympische Winterspelen 2018 eindigde hij met Japan op de achtste plek.